# The Annoying Orange
The Annoying Orange (englisch für Die nervende Orange) ist eine US-amerikanische Webserie von Dane Boedigheimer, unter dem Pseudonym „Daneboe“ auf dem Internet-Videoportal YouTube. Seit 2012 existiert darauf basierend die Fernsehserie The High Fructose Adventures of Annoying Orange.
Die Hauptrolle spielt eine anthropomorphe Orange namens Annoying Orange (oft einfach bezeichnet als „Orange“), die Früchten, Gemüse und anderen Objekten auf die Nerven geht.
The Annoying Orange wird von Boedigheimer selbst synchronisiert.

## Handlung
Orange wohnt in einer Küche mit seinem besten Freund Pear, einer Williams-Christ-Birne, die auch von Dane Boedigheimer ihre Stimme verliehen bekommt. Andere Früchte in der Küche sind Passion, eine weibliche Passionsfrucht, gespielt von Justine Ezarik, eine Grapefruit, ein sehr kleiner Apfel bekannt als Midget Apple, ein kleiner Marshmallow und eine betagte Zitrone, genannt Grandpa Lemon. Zumeist handeln die Episoden davon, dass Orange einen Gastcharakter verärgert, dieser davon verstimmt ist und einem plötzlichen und brutalen Tod nicht entkommen kann.

## Charaktere
- Orange ist der Protagonist der Serie, er tritt seit dem Anfang der Serie am 9. Oktober 2009 auf. Er hat gelbe Zähne, graue Augen und ein gellendes Lachen. Boedigheimer beschreibt den Charakter als ein Gemisch der Menschen aus seinem Leben, „Everyone knows somebody like him: They don’t listen, they are annoying, and at the same time they are kind of lovable“.[1]
- Pear ist eine Williams-Christ-Birne und er wohnt in der gleichen Küche wie Orange, sein bester Freund. Trotz ihrer Freundschaft geht Orange ihm oft auf die Nerven. Pear versucht mit den Anderen Kontrolle zu bewahren und wird in der Serie, im Gegensatz zu Orange, als wesentlich intelligenter dargestellt.
- Passion Fruit, oder einfach Passion, erschien zuerst am 19. Februar 2010 in der Episode Passion of the Fruit. Sie ist durch häufig auftretende Beleidigungen verärgert, versucht Orange dazu zu bringen nicht mehr allen auf die Nerven zu gehen und beschimpft die anderen Früchte aus der Küche. Orange ist von Passion hingerissen, was sie allerdings nicht weiß. Passion hat eine Zwillingsschwester namens Mandy, die in Pear verliebt ist.
- Midget Apple trat das erste Mal in der Episode Crabapple auf. Er ist ein Red-Delicious-Apfel und Freund von Orange, Pear, Passion und vor allem Marshmallow, wobei er es hasst „Midget Apple“ genannt zu werden (er bevorzugt den Namen Little Apple).
- Marshmallow debütierte in der Episode Annoying Saw 2: The Annoying Death Trap am 24. September 2010. Das Geschlecht Marshmallows wurde in einem Video vom 5. Juni 2012 (Marshmellow Intro) als männlich geäußert („He is cute“). Er ist klein, kindlich und hat eine sehr piepsige Stimme. Marshmallow wird normalerweise als sehr heiter und glücklich dargestellt und behauptet „Welpen und Einhörner und Häschen und Regenbögen und Wolken und Kätzchen und Häschen und Regenbögen“ zu lieben.
- Grapefruit ist der größte Feind von Orange. Genau wie Orange versucht er Passion Fruit zu beeindrucken. Zwar wird er bei seinem ersten Auftritt von einem Messer zerschnitten, jedoch taucht er trotzdem in den späteren Episoden auf, da ein verrückter Wissenschaftler ihn zusammen mit Grandpa Lemon als Frankenfruit wiederbelebt hat.
- Grandpa Lemon ist eine alte Zitrone und erschien zum ersten Mal in einer gleichnamigen Episode. Er schläft oft während des Sprechens kurz ein, vergisst was er zuletzt gemacht hat und sagt meist darauf „Whoa, where am I? “. Ähnlich wie „Grapefruit“ wird auch Grandpa Lemon bei seinem ersten Auftritt zerschnitten (und zu einer Limonade gepresst), erscheint aber in späteren Folgen.

## Synchronisation
Am 11. Juni 2012 wurde die erste Folge der Serie „The High Fructose Adventures of Annoying Orange“ (kurz: The Annoying Orange) auf Cartoon Network ausgestrahlt. Die Fernsehserie, bestehend aus vorerst fünf Staffeln mit je 15 Episoden, beinhaltet ähnlich animierte Szenen wie sie bereits aus dem Internet bekannt sind. Eine deutsche Ausstrahlung fand auf MyVideo im Auftrag von Studio71 statt. Für die Produktion der deutschen Folgen waren Andreas Wessel und Soufian Hadjiri verantwortlich.
| Rolle         | Originalbesetzung | Deutsche Sprecher                                                           |
| ------------- | ----------------- | --------------------------------------------------------------------------- |
| Orange        | Dane Boedigheimer | Andreas Wessel                                                              |
| Pear          | Dane Boedigheimer | Andreas Wessel                                                              |
| Nerville      | Toby Turner       | Soufian Hadjiri                                                             |
| Midget Apple  | Dane Boedigheimer | Soufian Hadjiri                                                             |
| Marshmallow   | Dane Boedigheimer | Soufian Hadjiri                                                             |
| Passion Fruit | Justine Ezarik    | Carmen Goretzki (Staffel 1 Folge 01-20) Lina Klaßen (ab Staffel 1 Folge 22) |
| Grapefruit    | Robert Jennings   | Tim-Maurice Müller-Hahl                                                     |
| Apple         | Harland Williams  | Tim-Maurice Müller-Hahl                                                     |
| Grandpa Lemon | Kevin Brueck      | Marco Hansen                                                                |
| Coconut       | Tom Kenny         | Tim-Maurice Müller-Hahl                                                     |
| Peach         | Felicia Day       | Alina Rolheiser                                                             |
| Banana        | Tom Sheppard      | Gabriel Reichert                                                            |